# George Bowers
Pour les articles homonymes, voir Bowers.
George Bowers est un monteur et réalisateur américain né à New York le 20 avril 1944 et mort à Los Angeles le 18 aout 2012.

## Biographie
En tant que monteur, il a principalement travaillé avec Joseph Ruben et Penny Marshall.

## Filmographie

### Monteur

#### Cinéma
- 1971 : A Fable, d'Al Freeman Jr.
- 1972 : Come Back, Charleston Blue (en), de Mark Warren
- 1974 : The Sister-in-Law (en), de Joseph Ruben
- 1976 : Lâche-moi les baskets (The Pom Pom Girls), de Joseph Ruben
- 1979 : Van Nuys Blvd. (en), de William Sachs
- 1980 : Galaxina, de William Sachs
- 1982 : The Beach Girls (en), de Bud Townsend
- 1984 : Les Aventures de Buckaroo Banzaï à travers la 8e dimension (The Adventures of Buckaroo Banzai Across the 8th Dimension), de W. D. Richter
- 1987 : Le Beau-père (The Stepfather), de Joseph Ruben
- 1988 : Randonnée pour un tueur (Shoot to Kill), de Roger Spottiswoode
- 1989 : Coupable Ressemblance (True Believer), de Joseph Ruben
- 1989 : Les Nuits de Harlem (Harlem Nights), de Eddie Murphy
- 1991 : Les Nuits avec mon ennemi (Sleeping with the Enemy), de Joseph Ruben
- 1992 : Une équipe hors du commun (A League of Their Own), de Penny Marshall
- 1993 : Le Bon Fils (The Good Son), de Joseph Ruben
- 1994 : Opération Shakespeare (Renaissance Man), de Penny Marshall
- 1995 : Money Train, de Joseph Ruben
- 1996 : La Femme du pasteur (The Preacher's Wife), de Penny Marshall
- 1998 : Sans complexes (How Stella Got Her Groove Back), de Kevin Rodney Sullivan
- 1999 : Deuce Bigalow : Gigolo à tout prix (Deuce Bigalow: Male Gigolo), de Mike Mitchell
- 2001 : From Hell, de Albert et Allen Hughes
- 2002 : Les Country Bears (The Country Bears), de Peter Hastings
- 2004 : Tolérance Zéro (Walking Tall), de Kevin Bray
- 2005 : La Fièvre du roller (Roll Bounce), de Malcolm D. Lee
- 2008 : Le Retour de Roscoe Jenkins (Welcome Home, Roscoe Jenkins) de Malcolm D. Lee

### Réalisateur

#### Cinéma
- 1980 : Le corbillard (en) (The Hearse)
- 1981 : Body and Soul (en)
- 1983 : My Tutor (en)
- 1985 : Coups de soleil (Private Resort)

#### Télévision
- 1984 : Shérif, fais-moi peur (The Dukes of Hazzard)
  - Saison 7, épisode 6 : Du Riffiffi à Hollywood (The Dukes in Hollywood)
  - Saison 7, épisode 11 : Luke condamne à mort (Sittin' Dukes)